# Etah (distrikt)
Etah är ett distrikt i den indiska delstaten Uttar Pradesh, och hade 2 790 410 invånare år 2001 på en yta av 4 446,0 km². Det gör en befolkningsdensitet på 627,62 inv/km². Den administrativa huvudorten är staden Etah. De största religionerna i distriktet är Hinduism (87,26 %) och Islam (11,45 %).

## Administrativ indelning
Distriktet är indelat i fem kommunliknande enheter, tehsils:
- Aliganj, Etah, Jalesar, Kasganj, Patiyali

## Städer
Distriktets städer är huvudorten Etah samt Aliganj, Amanpur, Awagarh, Bhargain, Bilram, Ganj Dundwara, Jaithara, Jalesar, Kasganj, Marehra, Mohanpur, Nidhauli Kalan, Patiyali, Raja Ka Rampur, Sahawar, Sakit, Sidhpura och Soron.
Urbaniseringsgraden låg på 17,33 procent år 2001.